# Ignacio Mier Velazco
Moisés Ignacio Mier Velazco (Tecamachalco, Puebla; 4 de enero de 1961) es un político mexicano, miembro del partido Movimiento Regeneración Nacional. Actualmente es Diputado Federal, Coordinador del Grupo Parlamentario de Morena y Presidente de la Junta de Coordinación Política de la Cámara de Diputados de México.

## Reseña biográfica
Ignacio Mier Velazco, como miembro del PRI (hasta 2006), fue integrante de su sector agrario en la Confederación Nacional Campesina en Puebla, se desempeñó como secretario de Empresas Campesinas y secretario de Gestión Social y Presidente del comité estatal del PRI en Puebla (1995-1996).
Ocupó los cargos públicos de subdelegado del Instituto Nacional para la Educación de los Adultos en Puebla, siendo delegada del mismo Matilde del Mar Hidalgo y García Barna, coordinador general de Planeación e Inversión en el gobierno y secretario del Centro de Estudios para el Desarrollo Comunitario en Puebla. En 1993 fue elegido diputado a la LII Legislatura del Congreso del Estado de Puebla en representación del distrito electoral 9, terminando el cargo en 1996.
En 1994 fue elegido senador suplente y en 1997 fue elegido diputado federal a la LVII Legislatura por el distrito 8 de Puebla; fungió en dicha legislatura como integrante de las comisiones de Cultura; Reglamento y Prácticas Parlamentarias; Especial de Desarrollo Social; y, Especial de Participación Ciudadana. Entre en 1998 y 1999 ocupó el cargo de subsecretario de Gestión Social del Programa de Acción y Gestión Social del Comité Ejecutivo Nacional del PRI. Como diputado federal el 18 de marzo de 1999 aprobó el Fobaproa. 
A partir de 2005 fue secretario general de gobierno del ayuntamiento del municipio de Puebla que encabezaba Enrique Doger Guerrero, cargo al que renunció el 22 de marzo de 2006 para ser candidato de la Coalición Por el Bien de Todos a senador por Puebla en las elecciones de ese año, no logrando obtener el cargo para el que había sido postulado, reintegrándose a la administración municipal.
En 2017 ingresó a Morena al ser nombrado delegado del partido en el estado de Durango y en 2018 fue postulado y electo diputado federal por la vía plurinominal por la coalición Juntos Haremos Historia; integrando por la vía plurinominal la LXIV Legislatura la bancada de Morena y siendo presidente del comité de Administración e integrante de las comisiones de Presupuesto y Cuenta Pública; y de Seguridad Pública.
El 29 de octubre de 2020 fue elegido Coordinador del Grupo Parlamentario del Movimiento Regeneración Nacional en la Cámara de Diputados de México. El 15 de julio de 2021 fue ratificado como Coordinador del Grupo Parlamentario de Morena en la siguiente LXV Legislatura tras su reelección como Diputado Federal.
El 31 de agosto de 2022 fue elegido Presidente de la Junta de Coordinación Política en la Cámara de Diputados de México, para el segundo año de la LXV Legislatura. 
En septiembre de 2023 se inscribió al proceso de selección de Morena para candidato a gobernador de Puebla para las elecciones estatales de 2024. La candidatura se decidió mediante una encuesta entre los aspirantes aprobados por la dirigencia del partido. El 10 de noviembre Morena anunció que su candidato para la gubernatura sería Alejandro Armenta Mier. Ignacio Mier desconoció el resultado de la encuesta debido a que había perdido la postulación por una diferencia de apoyo del 1% y porque, a pesar de quedar en segundo lugar del sondeo, el partido lo había relegado al tercer puesto en favor de Claudia Rivera Vivanco, que recibió la segunda posición de la encuesta por discriminación positiva. Dos días después, el 12 de noviembre, Ignacio Mier aceptó la postulación de Armenta como gobernador a cambio de ser postulado al senado.